# The Last Kingdom (Fernsehserie)/Episodenliste
Diese Episodenliste enthält alle Episoden der britischen Fernsehserie The Last Kingdom, sortiert nach der US-amerikanischen Erstausstrahlung. Die Serie umfasst fünf Staffeln mit 46 Episoden.

## Übersicht
| Staffel | Episodenanzahl | Erstveröffentlichung USA | Erstveröffentlichung USA | Deutschsprachige Erstveröffentlichung |
| Staffel | Episodenanzahl | Premiere                 | Finale                   | Deutschsprachige Erstveröffentlichung |
| ------- | -------------- | ------------------------ | ------------------------ | ------------------------------------- |
| 1       | 8              | 10. Oktober 2015         | 28. November 2015        | 29. Dezember 2015                     |
| 2       | 8              | 16. März 2017            | 4. Mai 2017              | 29. Mai 2017                          |
| 3       | 10             | 19. November 2018        | 19. November 2018        | 19. November 2018                     |
| 4       | 10             | 26. April 2020           | 26. April 2020           | 26. April 2020                        |
| 5       | 10             | 9. März 2022             | 9. März 2022             | 9. März 2022                          |

## Staffel 1
Die Erstausstrahlung der ersten Staffel war vom 10. Oktober bis zum 28. November 2015 auf dem US-amerikanischen Kabelsender BBC America zu sehen. Die deutschsprachige Erstveröffentlichung fand am 29. Dezember 2015 auf Netflix per Streaming statt.
| Nr. (ges.) | Nr. (St.) | Deutscher Titel | Originaltitel | Erstausstrahlung USA | Deutschsprachige Erstveröffentlichung (D/A/CH) | Regie         | Drehbuch         |
| --- | --------- | --------------- | ------------- | -------------------- | ---------------------------------------------- | ------------- | ---------------- |
| 1 | 1         | Folge 1         | Episode 1     | 10. Okt. 2015        | 29. Dez. 2015                                  | Nick Murphy   | Stephen Butchard |
| Eine dänische Streitmacht landet in Northumbria im Herrschaftsbereich des angelsächsischen Lords Uhtred (Matthew Macfadyen). Dieser verliert die Entscheidungsschlacht gegen die Dänen und wird getötet. Sein Sohn Uhtred und ein Mädchen namens Brida werden daraufhin vom dänischen Jarl Ragnar als Sklaven genommen und sein Lehen Bebbanburg fällt an seinen Bruder, der sich mit den Dänen verbündet hat. Ragnar nimmt Uhtred in die Familie auf und erzieht ihn als Dänen, nachdem dieser seine Tochter Thyra vor dem Sohn seines Schiffbauers Kjartan gerettet hat. Einige Jahre später – Uhtred (Alexander Dreymon) und Brida (Emily Cox) sind bereits erwachsen – greift der auf Rache sinnende Kjartan den Hof Ragnars an. Thyra wird entführt und nur Brida und Uhtred können dem Morden entkommen. Uhtred schwört daraufhin Rache an Kjartan und möchte zudem das Land seines Vaters von seinem Onkel zurückgewinnen. |           |                 |               |                      |                                                |               |                  |
| 2 | 2         | Folge 2         | Episode 2     | 17. Okt. 2015        | 29. Dez. 2015                                  | Nick Murphy   | Stephen Butchard |
| Uhtred versucht die beiden Anführer des dänischen Heeres Ubba (Rune Temte) und Guthrum (Thomas W. Gabrielsson) zu finden und sie von seiner Sache zu überzeugen. Erschwert wird sein Vorhaben durch Gerüchte Kjartans, die ihn des Mordes an Ragnar und seiner Familie beschuldigen. Sein Anliegen wird von den Dänen abgelehnt und so müssen er und Brida in das letzte freie angelsächsische Königreich Wessex fliehen. Hier treffen sie auf den König Aethelred, den sie nun als Verbündeten zu gewinnen versuchen. Nur durch Fürsprache von Vater Beocca (Ian Hart), der bereits seinem Vater diente, kann Uhtred das Gehör von Aethelred erlangen. Obwohl Uhtred ihm Informationen über das dänische Heer liefert, welches zum benötigten Sieg der Truppen aus Wessex führen könnte, werden Brida und er aus Misstrauen eingekerkert. |           |                 |               |                      |                                                |               |                  |
| 3 | 3         | Folge 3         | Episode 3     | 24. Okt. 2015        | 29. Dez. 2015                                  | Anthony Byrne | Stephen Butchard |
| Durch Uhtreds Informationen kann die Schlacht durch König Aethelred und seinen Bruder Alfred (David Dawson) gewonnen werden. Der König wird in der Schlacht jedoch tödlich verwundet und gibt vor seinem Tode die Krone an seinen Bruder weiter. Hierbei übergeht er seinen eigenen Sohn Aethelwold (Harry McEntire), der fortan auf Rache an Alfred sinnt. Obwohl Alfred Uhtred misstraut, hört er auf seine Ratschläge, welche bei den Friedensverhandlungen hilfreich sind, und gibt ihm die Aufgabe, das Heer aus Wessex zu trainieren. Brida wird unterdessen immer unglücklicher, da sie den Sachsen misstraut. Zudem verliert sie Uhtreds Kind durch eine Fehlgeburt. Die Dänen werden von Jarl Ragnars Sohn, Ragnar dem Jüngeren (Tobias Santelmann), der den Tod seines Vaters aufklären möchte, begleitet. Als er und Uhtred aufeinandertreffen, glaubt er aber an dessen Unschuld und verspricht ihm seine Unterstützung. Als Ragnar zu den Dänen zurückkehrt, begleitet Brida ihn, da sie nicht mehr bei den Sachsen bleiben möchte. |           |                 |               |                      |                                                |               |                  |
| 4 | 4         | Folge 4         | Episode 4     | 31. Okt. 2015        | 29. Dez. 2015                                  | Anthony Byrne | Stephen Butchard |
| Um seinen Anspruch auf den Sitz seines Vaters zu stärken, braucht Uhtred ein größeres Einkommen und eigenes Land. Alfred nutzt die Situation und drängt ihn dazu, Mildrith (Amy Wren), eine Verwandte des Lords Odda des Älteren (Simon Kunz), zu heiraten. Nach der Hochzeit offenbart diese ihm jedoch, dass er betrogen wurde. Sie hat von ihrem Vater hohe Schulden bei der Kirche geerbt, die durch die Hochzeit nun auf Uhtred übergegangen sind. Trotz dieser Bürde wächst die Zuneigung zwischen ihnen und sie wird schließlich schwanger von ihm. Währenddessen erobern die Dänen die Stadt Wareham. Alfred stellt eine Streitmacht auf, um die Stadt zurückzuerobern. Schnell wird klar, dass sich beide Streitkräfte in einem Patt befinden, und so wird ein temporärer Frieden vereinbart. Es werden jeweils Geiseln ausgetauscht, zu denen auch Uhtred gehört. Alfred befürchtet, dass die Dänen nur auf die Rückkehr von Ubba, der auf einem Raubzug in Irland ist, warten, um dann den Frieden zu brechen. Uhtred soll die Dänen ausspionieren und Wessex vor einer neuen Invasion warnen.                                                                                   |           |                 |               |                      |                                                |               |                  |
| 5 | 5         | Folge 5         | Episode 5     | 7. Nov. 2015         | 29. Dez. 2015                                  | Ben Chanan    | Stephen Butchard |
| Die Truppen aus Wessex werden gezwungen, sich aufzuteilen, da sowohl von Guthrum als auch von Ubba neue Truppen herangeführt werden. Während Alfred sein Heer in den Süden führt, schließt sich Uhtred den Truppen des Lords Odda des Älteren an. Als die Vorräte knapp werden, schleicht sich Uhtred ins dänische Lager. Ihm gelingt es, die dänische Flotte anzuzünden und Ubba im Zweikampf zu töten. Lord Oddas Truppen eilen hinzu und es gelingt ihnen, die Dänen zu schlagen. Lord Odda wird jedoch in der Schlacht verwundet und sein Sohn, Odda der Jüngere (Brian Vernel), beansprucht den Ruhm des Sieges für sich. Alfred glaubt Odda dem Jüngeren und so werden Uhtreds Pläne zunichtegemacht. Als er nach der Rückkehr auf sein Gehöft einen engen Freund Mildriths tötet, da dieser ihm Waren und Geld unterschlagen hatte, kommt es zum Bruch zwischen Uhtred und Mildrith. |           |                 |               |                      |                                                |               |                  |
| 6 | 6         | Folge 6         | Episode 6     | 14. Nov. 2015        | 29. Dez. 2015                                  | Ben Chanan    | Stephen Butchard |
| Uhtred wir durch die List Oddas des Jüngeren dazu gezwungen, anderweitig Geld für seine Pläne aufzutreiben. Er beschließt zusammen mit seinem Vertrauten Leofric (Adrian Bower), nach Cornwall zu ziehen und dort als Dänen verkleidet auf Raubzug zu gehen. In Cornwall treffen sie auf Bruder Asser, einen Mönch, dessen König Peradur Hilfe benötigt. Sein Land wurde vom dänischen Jarl Skorpa (Jonas Malmsjö) besetzt, und Peradur verspricht Uhtred große Reichtümer, wenn er ihm bei der Rückeroberung hilft. Skorpa und Uhtred verbünden sich jedoch gegen Peradur und töten ihn und seine Männer. Nachdem Skorpa Uhtred im Gegenzug hintergeht und mit dem vermeintlichen Schatz verschwindet, zeigt die heidnische Seherin Iseult (Charlie Murphy), die vorher in Peradurs Diensten stand, Uhtred den wahren Schatz. Dieser reicht aus, seine Schulden zu bezahlen. Als er jedoch an den Hof von Wessex zurückkehrt, wird er von Bruder Asser der Raubzüge beschuldigt. Leofric wird gezwungen, gegen ihn auszusagen, und Uhtred wird zum Tod verurteilt. Leofric kann Alfred davon überzeugen, im Kampf auf Leben und Tod gegen Uhtred anzutreten und so die Strafe auszuführen. |           |                 |               |                      |                                                |               |                  |
| 7 | 7         | Folge 7         | Episode 7     | 21. Nov. 2015        | 29. Dez. 2015                                  | Peter Hoar    | Stephen Butchard |
| Während Uhtred und Leofric um den Tod kämpfen, nutzen die Dänen unter Guthrum die Unaufmerksamkeit der Sachsen für einen Überraschungsangriff auf die Hauptstadt von Wessex. Leofric, Uhtred und Iseult gelingt im entstehenden Chaos die Flucht. Sie retten zudem die Nonne Hild (Eva Birthistle), die sich ihnen daraufhin anschließt. In den Marschländern des Severn treffen sie auf Alfred, dem die Flucht ebenfalls gelungen ist. Alfred versinkt in Depressionen, da alles verloren scheint und zudem sein Sohn an einer Krankheit leidet, die ihn langsam sterben lässt. Iseult gelingt es mit einem dunklen Ritual, Alfreds Sohn zu heilen. Sie prophezeit aber, dass hierfür ein anderes unschuldiges Kind sein Leben lassen musste. Uhtred gelingt es nun, Alfred zum Widerstand gegen die Dänen zu überzeugen. Während Alfred seine verbliebenen Truppen zusammenruft, gelingt es einem kleinen Trupp unter Uhtred, die Flotte Skorpas zu verbrennen. |           |                 |               |                      |                                                |               |                  |
| 8 | 8         | Folge 8         | Episode 8     | 28. Nov. 2015        | 29. Dez. 2015                                  | Peter Hoar    | Stephen Butchard |
| Während Alfred versucht, seine Truppen zu versammeln, kehrt Uhtred zu seinem Gehöft zurück. Das Gehöft wurde verlassen, jedoch findet er das Grab seines Sohnes vor. Somit hat sich die Prophezeiung von Iseult erfüllt. Alfred sendet Nachricht an die verbliebenen loyalen Truppen, sich an Egberts Stone zu versammeln. Währenddessen sucht er den Hof von Odda dem Älteren auf, um von diesem Unterstützung und Männer zu erhalten. Odda der Jüngere hat jedoch die Führung übernommen und sich mit den Dänen verbündet. Als sein Vater diesen Verrat entdeckt, tötet er seinen Sohn und sagt Alfred seine volle Unterstützung zu. In einem harten Kampf, bei dem Leofric und Iseult getötet werden, gelingt es den Sachsen, die Dänen zu besiegen. Um den Frieden zu sichern, werden von den Sachsen Geiseln genommen, zu denen auch Ragnar und Brida gehören, und Guthrum konvertiert zum Christentum. Uhtred bricht zusammen mit Hild nach Norden auf, um das Lehen seines Vaters zurückzugewinnen. |           |                 |               |                      |                                                |               |                  |

## Staffel 2
Die Erstausstrahlung der zweiten Staffel war vom 16. März bis zum 4. Mai 2017 auf dem US-amerikanischen Kabelsender BBC America zu sehen. Die deutschsprachige Erstveröffentlichung fand am 29. Mai 2017 auf Netflix per Streaming statt.
| Nr. (ges.) | Nr. (St.) | Deutscher Titel | Originaltitel | Erstausstrahlung USA | Deutschsprachige Erstveröffentlichung (D/A/CH) | Regie           | Drehbuch         |
| ---------- | --------- | --------------- | ------------- | -------------------- | ---------------------------------------------- | --------------- | ---------------- |
| 9          | 1         | Folge 1         | Episode 1     | 16. März 2017        | 29. Mai 2017                                   | Peter Hoar      | Stephen Butchard |
| 10         | 2         | Folge 2         | Episode 2     | 23. März 2017        | 29. Mai 2017                                   | Peter Hoar      | Stephen Butchard |
| 11         | 3         | Folge 3         | Episode 3     | 30. März 2017        | 29. Mai 2017                                   | Jon East        | Stephen Butchard |
| 12         | 4         | Folge 4         | Episode 4     | 6. Apr. 2017         | 29. Mai 2017                                   | Jon East        | Stephen Butchard |
| 13         | 5         | Folge 5         | Episode 5     | 13. Apr. 2017        | 29. Mai 2017                                   | Jamie Donoughue | Stephen Butchard |
| 14         | 6         | Folge 6         | Episode 6     | 20. Apr. 2017        | 29. Mai 2017                                   | Jamie Donoughue | Stephen Butchard |
| 15         | 7         | Folge 7         | Episode 7     | 27. Apr. 2017        | 29. Mai 2017                                   | Richard Senior  | Stephen Butchard |
| 16         | 8         | Folge 8         | Episode 8     | 4. Mai 2017          | 29. Mai 2017                                   | Richard Senior  | Stephen Butchard |

## Staffel 3
Die Erstveröffentlichung der dritten Staffel fand am 19. November 2018 auf Netflix per Streaming statt.
| Nr. (ges.) | Nr. (St.) | Deutscher Titel | Originaltitel | Erstveröffentlichung USA | Deutschsprachige Erstveröffentlichung (D/A/CH) | Regie           | Drehbuch         |
| ---------- | --------- | --------------- | ------------- | ------------------------ | ---------------------------------------------- | --------------- | ---------------- |
| 17         | 1         | Folge 1         | Episode 1     | 19. Nov. 2018            | 19. Nov. 2018                                  | Erik Leijonborg | Stephen Butchard |
| 18         | 2         | Folge 2         | Episode 2     | 19. Nov. 2018            | 19. Nov. 2018                                  | Erik Leijonborg | Stephen Butchard |
| 19         | 3         | Folge 3         | Episode 3     | 19. Nov. 2018            | 19. Nov. 2018                                  | Andy De Emmony  | Stephen Butchard |
| 20         | 4         | Folge 4         | Episode 4     | 19. Nov. 2018            | 19. Nov. 2018                                  | Andy De Emmony  | Stephen Butchard |
| 21         | 5         | Folge 5         | Episode 5     | 19. Nov. 2018            | 19. Nov. 2018                                  | Jon East        | Ben Vanstone     |
| 22         | 6         | Folge 6         | Episode 6     | 19. Nov. 2018            | 19. Nov. 2018                                  | Jon East        | Sophie Petzal    |
| 23         | 7         | Folge 7         | Episode 7     | 19. Nov. 2018            | 19. Nov. 2018                                  | Jan Matthys     | Lydia Adetunji   |
| 24         | 8         | Folge 8         | Episode 8     | 19. Nov. 2018            | 19. Nov. 2018                                  | Jan Matthys     | Stephen Butchard |
| 25         | 9         | Folge 9         | Episode 9     | 19. Nov. 2018            | 19. Nov. 2018                                  | Ed Bazalgette   | Stephen Butchard |
| 26         | 10        | Folge 10        | Episode 10    | 19. Nov. 2018            | 19. Nov. 2018                                  | Ed Bazalgette   | Stephen Butchard |

## Staffel 4
Die Erstveröffentlichung der vierten Staffel fand am 26. April 2020 auf Netflix per Streaming statt.
| Nr. (ges.) | Nr. (St.) | Deutscher Titel | Originaltitel | Erstveröffentlichung USA | Deutschsprachige Erstveröffentlichung (D/A/CH) | Regie          | Drehbuch       |
| ---------- | --------- | --------------- | ------------- | ------------------------ | ---------------------------------------------- | -------------- | -------------- |
| 27         | 1         | Folge 1         | Episode 1     | 26. Apr. 2020            | 26. Apr. 2020                                  | Ed Bazalgette  | Martha Hillier |
| 28         | 2         | Folge 2         | Episode 2     | 26. Apr. 2020            | 26. Apr. 2020                                  | Ed Bazalgette  | Martha Hillier |
| 29         | 3         | Folge 3         | Episode 3     | 26. Apr. 2020            | 26. Apr. 2020                                  | Sarah O’Gorman | Charlotte Wolf |
| 30         | 4         | Folge 4         | Episode 4     | 26. Apr. 2020            | 26. Apr. 2020                                  | Sarah O’Gorman | Jamie Crichton |
| 31         | 5         | Folge 5         | Episode 5     | 26. Apr. 2020            | 26. Apr. 2020                                  | Andy Hay       | Martha Hillier |
| 32         | 6         | Folge 6         | Episode 6     | 26. Apr. 2020            | 26. Apr. 2020                                  | Andy Hay       | Martha Hillier |
| 33         | 7         | Folge 7         | Episode 7     | 26. Apr. 2020            | 26. Apr. 2020                                  | David Moore    | Jamie Crichton |
| 34         | 8         | Folge 8         | Episode 8     | 26. Apr. 2020            | 26. Apr. 2020                                  | David Moore    | Peter McKenna  |
| 35         | 9         | Folge 9         | Episode 9     | 26. Apr. 2020            | 26. Apr. 2020                                  | Ed Bazalgette  | Martha Hillier |
| 36         | 10        | Folge 10        | Episode 10    | 26. Apr. 2020            | 26. Apr. 2020                                  | Ed Bazalgette  | Martha Hillier |

## Staffel 5
Die Erstveröffentlichung der fünften Staffel fand am 9. März 2022 auf Netflix per Streaming statt.
| Nr. (ges.) | Nr. (St.) | Deutscher Titel | Originaltitel | Erstveröffentlichung USA | Deutschsprachige Erstveröffentlichung (D/A/CH) | Regie             | Drehbuch                      |
| ---------- | --------- | --------------- | ------------- | ------------------------ | ---------------------------------------------- | ----------------- | ----------------------------- |
| 37         | 1         | Folge 1         | Episode 1     | 9. März 2022             | 9. März 2022                                   | Andy Hay          | Martha Hillier                |
| 38         | 2         | Folge 2         | Episode 2     | 9. März 2022             | 9. März 2022                                   | Alexander Dreymon | Martha Hillier                |
| 39         | 3         | Folge 3         | Episode 3     | 9. März 2022             | 9. März 2022                                   | Andy Hay          | Laura Grace                   |
| 40         | 4         | Folge 4         | Episode 4     | 9. März 2022             | 9. März 2022                                   | Paul Wilmshurst   | James Smythe                  |
| 41         | 5         | Folge 5         | Episode 5     | 9. März 2022             | 9. März 2022                                   | Paul Wilmshurst   | Martha Hillier                |
| 42         | 6         | Folge 6         | Episode 6     | 9. März 2022             | 9. März 2022                                   | Paul Wilmshurst   | Alex Straker                  |
| 43         | 7         | Folge 7         | Episode 7     | 9. März 2022             | 9. März 2022                                   | Anthony Philipson | Alex Steward                  |
| 44         | 8         | Folge 8         | Episode 8     | 9. März 2022             | 9. März 2022                                   | Anthony Philipson | Martha Hillier & James Smythe |
| 45         | 9         | Folge 9         | Episode 9     | 9. März 2022             | 9. März 2022                                   | Jon East          | Martha Hillier                |
| 46         | 10        | Folge 10        | Episode 10    | 9. März 2022             | 9. März 2022                                   | Jon East          | Martha Hillier                |